# Der Fluss (Roman)
Der Fluss ist der Mittelteil einer Romantrilogie von Ketil Bjørnstad, erschienen 2007 bei Aschehoug unter dem norwegische Originaltitel Elven (deutschsprachige Erstausgabe 2009 im Insel Verlag). (Band 1 hat als Titel Vindings Spiel, Band 3 als Titel Die Frau im Tal).
Die Handlung von Elven spielt zu großen Teilen auf beiden Ufern des titelgebenden Flusses, des Lysakerelven in Oslo, in dem die Mutter der Romanhauptfigur – das ist der Nachwuchspianist Aksel Vinding – beim Baden fortgerissen wurde und ertrunken ist. Nahe dem Ostufer des Flusses befinden sich Aksels Wohnstätten; am Westufer liegt das Haus seiner ihn intensiv fordernden Klavierlehrerin. Nachdem die von Aksel geliebte Anja Skoog und ihr alles für sie regelnder Vater in Band 1 aus dem Leben geschieden sind, rückt in Elven die sich entwickelnde Beziehung zwischen Aksel und Anjas Mutter Marianne Skoog in den Mittelpunkt der Handlung. Der Fluss ist aber auch das Anregungsmilieu für Aksels erste eigenständige Klavierkomposition Elven. (S. 241 f.)

## Gliederung und Gestaltung
Wie die beiden anderen Bände der Trilogie ist auch dieser in drei Teile gegliedert, die jeweils mit Überschriften versehene kleinere Abschnitte umschließen. Erzähler aus der Ich-Perspektive ist wiederum die Hauptfigur Axel Vinding. Zahlreiche Dialoge und einige Traumsequenzen erweitern den Spannungsbogen der Handlung.
In den Kapiteln des ersten Teils von Elven wird der in seiner Trauer um Anja von Rebecca Frost in einer Sommeridylle getröstete Aksel durch einen tödlich endenden Segelunfall seinerseits zum Nothelfer für Anjas Mutter Marianne Skoog, zu der er eine Liebesbeziehung aufbaut. Im zweiten Teil bringt Marianne ihm Joni Mitchell und das Woodstock-Festival in starkem Kontrast zu seiner klassischen Musikorientierung nahe und bekennt schließlich große Schuld am Suizid ihres Mannes Bror Skoog; ihren Selbstmordversuch verhindert Aksel im letzten Moment. Der dritte Teil beginnt mit Mariannes Depressionsbehandlung in einer Klinik und Aksels Besuchen dort, handelt von Rebeccas Hochzeit mit einem cholerischen Nachwuchsjuristen, von Aksels Vorbereitungen auf sein Konzertdebüt, von seiner Hochzeit mit Marianne in Wien und seinem großen Debüt-Erfolg als Pianist; die von ihm schwangere Marianne aber findet er unmittelbar danach im Keller erhängt.

## Romaninhalt und -personal

### In Trauer schicksalhaft verbunden
Rebecca Frost und Aksel verbringen im Ferienhaus der Reederfamilie bei Tvedestrand schöne Sommertage mit Musikgenuss und Meerblick, durch den sie alleinige Zeugen allzu waghalsiger Manöver eines schließlich kenternden Segelboots werden. Rebecca steuert das am Steg liegende hauseigene Motorboot zur Unglücksstelle, wo Aksel die Schiffbrüchigen bis auf einen unauffindlichen aus dem Wasser zieht, darunter auch Marianne Skoog, mit der Aksel die Trauer um Anja verbindet. „Die Trauer ist nicht ohne Sinnlichkeit“, hört er alsbald von Rebecca. „Wir werden empfänglich, sehnen uns nach Trost. Wir suchen, ohne daß uns das bewußt ist.“ (S. 19)
Bei dem von der Rettungswacht per Hubschrauber schließlich gefundenen und geborgenen Ertrunkenen handelt es sich, wie später deutlich wird, um Mariannes für sie als Stabilitätsanker wichtigen Psychiater. Nachdem die Schiffbrüchigen das Sommerhaus verlassen haben, mag die von den Vorgängen erschütterte Rebecca die Nacht nicht allein verbringen und bittet Aksel in ihr Schlafzimmer. Beide schlafen zum ersten und verabredungsgemäß einzigen Mal miteinander, denn Rebecca ist mit dem angehenden Juristen Christian Langballe verlobt und will mit Aksel eigentlich weiterhin nur sehr gut befreundet sein. (S. 9–28)

### Per Annonce zurück im Skoog-Haus
Wieder daheim in Oslo entdeckt Aksel an einem Lichtmast vor seinem Elternhaus eine Annonce, mit der Marianne Skoog einem musikbegeisterten Studenten gegen geringe Miete und kleinere Gartenarbeiten ein Zimmer sowie Zugang zum vorhandenen Konzertflügel bietet. Als er sich darob bei ihr einfindet, zeigt sie sich erstaunt, denn an ihn habe sie dabei überhaupt nicht gedacht. Sie habe sich nur gewünscht, dass Anjas Zimmer wieder bewohnt sein möge, und er habe doch die von seinem vormaligen Klavierlehrer Synnestved geerbte Wohnung. Aksel erklärt ihr, dass sein Geld nicht ausreiche, um diese Wohnung zu halten, die er deshalb zu vermieten vorhabe. An einem Tag der Woche arbeite er in einer Musikhandlung, an den anderen müsse er sich übend auf sein bald vorgesehenes Klavierdebüt vorbereiten. Marianne akzeptiert ihn als Mieter. Er könne das Zimmer, an dem Anja Bilder von Bach und Beethoven an der Wand angebracht hatte – in Aksels Sicht „eine sehr maskuline Gesellschaft für ein junges Mädchen“ –, nach seinen Vorstellungen gestalten. Es handle sich für sie nicht um ein Mausoleum.
Wieder einmal an seinem Rückzugsort im Erlengebüsch am Fluss geht Aksel seinen Gedanken nach: „Ich bin zum Spielball zwischen zwei Selbstmorden geworden. Synnestved nahm sich das Leben in der Sorgenfrigata. Bror Skoog nahm sich das Leben im Elvefaret. Ein Ort schlimmer als der andere. Aber ich fürchte mich nicht. Die Vorstellung, in Anjas Bett zu schlafen, ist gut. Mit Bach und Beethoven an der Wand.“ Als Marianne in der Nähe nach ihm sucht und ruft, meldet er sich aus seinem Versteck nicht. (S. 32–47)

### Begegnungen mit Schubert im Traum
In der Sorgenfrigata nachts träumt Aksel, dass er Schubert-Sonaten spiele, während dieser neben ihm sitze. „Die Nebenmotive gestalten den eigentlichen Inhalt. Dort sind die Gefühle, ist die Wahrheit. Schubert spielen heißt wissen, was man lieben soll.“ Dann verschwimmen ihm die Noten, verliert er die Tonart. Doch darf er den neben ihm Sitzenden nicht enttäuschen und spielt weiter. „Ich schwitze, kann nur raten, was musikalisch abläuft, während die Finger über die Tasten laufen. Ich spüre, daß das, was ich wiedergebe, genial ist, daß ein Meister seine Verzweiflung spielend zum Ausdruck bringt.“ Dann gerät Aksel ohne Notenzugang in die falsche Tonart, schämt sich und heult. Da klopft ihm Schubert tröstend auf die Schulter. „Na, na. Was du gerade spielen willst, habe ich noch gar nicht geschrieben.“ (S. 48 f.)
In der Klavierstunde bei Selma Lynge zeigt sich, dass Aksel das von ihr vor der Sommerpause verordnete Chopin-Programm nicht abgearbeitet, sondern sich in seiner Trauer um Anja mit Rebecca einen schönen Tag gemacht hat. Darüber verliert die berühmte deutsche Konzertpianistin komplett die Fassung und traktiert ihren Schüler bei seinen Verspielern anhaltend mit einem bereitliegenden Lineal, bis er nach einem dieser Schläge sogar an der Nase blutet und das Bewusstsein verliert. Im Nachgespräch – während Aksel noch Trennung und ein freies Leben in Betracht zieht – versichert Selma ihn ihres Glaubens an sein überragendes Talent, das er allerdings nur mit entsprechender Disziplin werde entfalten können. Sein Debütprogramm in neun Monaten, am 9. Juni 1971, hat sie mit W. Gude bereits in allen Teilen festgelegt; er werde der letzte ihrer Schüler sein. Aksel akzeptiert mit inneren Zweifeln. „Ich bin zu nichts anderem imstande, als ihr ewig gehorsamer, schwanzwedelnder Hund zu sein. Entzückt darüber, auserwählt zu sein, trotz meines großen Verrats.“ (S. 49–77, Zitat S. 69)
Aksels Wohnungsannonce in Aftenposten bringt auch Rebecca als Interessentin in die Sorgenfrigata. Aksel überlässt ihr und ihrem Verlobten die Wohnung, und sie unterstützt ihn beim Umzug ins Skoog-Haus mit Papas Firmenwagen, einem amerikanischen Jeep. Tagsüber, während Marianne als für das Abtreibungsrecht eintretende Gynäkologin beruflich eingespannt ist, hat Aksel das Haus für sich und seine Klavierübungen. Abends kommen beide einander beim Musikhören und Weintrinken immer näher. Eines nachts besucht Schubert ihn erneut im Traum, gezeichnet von Ausschlägen und Wunden der Syphilis, stinkend und mit Speichelfluss aus den Mundwinkeln. Aksel befragt ihn zu seinem der Musik geopferten trostlosen Leben in Armut, was Schubert als Deutung entschieden zurückweist. „Was wäre, wenn du in die Natur gingst ohne mich, ohne Beethoven, ohne deinen geliebten Brahms? Du würdest ohne einen einzigen Ton im Kopf durch die Natur gehen.“ Es fehlte dann wohl insgesamt der Bezug zur Kunst und zum Menschlichen. Nicht jeder könne ein Komponist sein, aber auch nicht jeder ein Bauer. „Sich wohl fühlen, es nett haben um jeden Preis? Sehnen wir uns nicht eher nach einem Sinn?“ Aksel möge spielen, was er, Schubert, noch nicht geschrieben habe. „Nimm dir Zeit und lies die Noten sorgfältig. Dann sollte das übrige einfach sein.“ (S. 79–127)

### Wandern und mehr mit Marianne
Die 35-jährige sozialistische Ärztin und ihr 18-jähriger Mieter haben eine Wanderung auf den Brunkollen verabredet – wie seinerzeit Aksel und Anja –, um miteinander über schwierige Fragen zu sprechen, denen Marianne sich Aksel gegenüber bislang nicht zu stellen vermocht hat. Am Bergaussichtspunkt erzählt die 1935 Geborene von ihrer durch einen Nachbarsjungen verursachten frühen Schwangerschaft mit 16, die sie in Panik versetzte und die sie zu einem Abort durch den mehrfachen Einsatz von Stricknadeln brachte. Diese Notlage habe sie für ihr weiteres berufliches Leben geprägt. Bald darauf lernte sie Bror Skoog kennen und wurde von ihm schwanger, was sie nun als Glück empfand, da er umgehend bereit war, sie zu heiraten. Seinem nunmehr mit schonenderen Mitteln durchzuführenden Abtreibungswunsch widersetzte sie sich; und als Anja nach der Hochzeit zur Welt kam, gehörte auf einmal seine Liebe und ständige Zuwendung der Tochter, die er praktisch für sich in Besitz nahm.
Wegen der bevorstehenden Dunkelheit drängt Aksel dazu, den Rückweg anzutreten, obwohl Marianne noch mehr zu sagen hat und dies nun im Bergabgehen ausspricht. Brors Suizid führt sie auf Krankheit zurück, auf seine Zerrissenheit in der abgöttischen Liebe zu Anja wie aber auch zu ihr selbst, die er grenzenlos eifersüchtig bewacht habe. Ob sie denn Anjas Ausgemergeltheit nicht bemerkt habe, will Aksel wissen. Nein, meint sie, sie sei beruflich so engagiert und eingespannt gewesen, dass sie sich ihre abendliche Entspannungswelt mit Anjas Klavierspiel offenbar geschönt und deren wirklichen Zustand nicht an sich herangelassen habe. Als Aksel insistiert, wie man Anjas dramatische Gewichtsverluste nicht habe bemerken können, wird Marianne wiederholt ohnmächtig, sodass Aksel sie zuletzt praktisch durchweg bis nach Hause tragen muss. Am Morgen danach, einem arbeitsfreien Sonntag, begegnen beide einander auf dem Flur zum Bad, fallen sich in die Arme und vollziehen ihre ersten Liebesakte anschließend in Anjas Bett. (S. 127–160)

### Woodstock nachhallend
Mit der privat unterdessen intensiv gelebten Beziehung zwischen der angesehenen Ärztin und ihrem jungen Mieter geht Marianne in der Öffentlichkeit teils widersprüchlich um, mal offen Händchen haltend, mal bewusst Abstand herstellend. Für den letzteren Fall gibt sie Aksel zu verstehen, dass sie unter ihren Bekannten nicht die Die Reifeprüfung mit ihm neu auflegen wolle. „Die alte Hexe und der unsichere Schuljunge? Ich will nicht Bancroft sein, und du kannst ohnehin nicht Hoffman sein.“ (S. 64) Bei einer Zufallsbegegnung zu viert platzt Rebeccas Aksel auf Anhieb unsympathischer Verlobter damit heraus, dass Aksel für die am Jahresende geplante Hochzeit als Trauzeuge fungieren soll – eine Anfrage, die eigentlich Rebecca ihm in geeigneter Form als besonderen Freundschaftsbeweis hatte unterbreiten wollen. Im Gespräch unter vier Augen sagt Rebecca ihm klipp und klar, dass sie seine Beziehung zu Marianne als nicht gut für ihn missbilligt.
Beide Paare sind auf dem Weg, sich im Kino den Film zum Woodstock-Festival anzusehen. Aksels Zugang zur Pop- und Rockmusik hatten die beiden Frauen gefördert, Rebacca etwa mit dem Hinweis, die Beatles böten Kunst auf einer Stufe mit Richard Strauss, Marianne beim gemeinsamen Anhören der Lieder von Joni Mitchell wie Woodstock oder vom Album Ladies of the Canyon. Während der Filmvorführung sitzt Aksel zwischen Rebecca und Marianne. Diese hat ihm schon erzählt, dass sie das Woodstock-Festival vor einem Jahr per Flugkurzreise besucht hat; doch ist Aksel nun frappiert und wie Rebecca davon beeindruckt, dass Marianne in einer kurzen Filmsequenz zur Hauptperson wird, als sich Regenfluten über das Festivalgelände ergießen und sie im weißen BH winkend gleichsam ein Duschvergnügen zelebriert. „Ich werde zum bewundernden Fan. Marianne Skoog, wie eine Venus von Milo, mitten in einem „Woodstock“-Film.“ (S. 179 f.)
Mariannes Schwanken zwischen Nähe- und Distanzbedürfnis gegenüber Aksel hält auch in ihrem privaten Miteinander an. Aksel träumt in der Nacht nach dem Filmerlebnis sehr plastisch von Bror Skoog, der ihm, anders als je der lebende, aus dem zerschossenen Gesicht des Suizidierten gut zuredet und Mut macht für die Zukunft – für die als Pianist und auch für die mit Marianne. Diese wiederum eröffnet Aksel, eigentlich habe sie Menschen verachtet, die während noch ganz frischer Trauerzeit neue Beziehungen eingingen. Trotzdem wage sie es, weil Aksel selbst ein Trauernder sei. Dass sie damit vielleicht vor etwas davonliefe, bestreitet sie; Aksel bringe sie zum Nachdenken, darum gehe es. „Und ich brauche die Erinnerung, auch wenn ich noch nicht die Kraft habe, dir alles zu erzählen.“ (S. 161–207)

### Beiderseits des Flusses
Im Elvefaret, auf dem linken Ufer des Lysakerelva, nimmt Aksels Leben bei Marianne seinen Lauf. Dass sie nicht in jeder Nacht zu ihm kommt, begründet sie mit dem Hinweis, sie wolle seine Konzentration auf das Konzertdebüt nicht gefährden. „Wenn du weiter deine Rechnungen bezahlen und allmählich mit mir gleichwertig werden willst, als selbständiger Mensch mit eigenem Einkommen, mußt du das Konzert im Juni nächsten Jahres durchziehen. Daß du dich auf eine alternde Frau mit labilem Nervenkostüm, großer Trauer und verirrtem Sexleben eingelassen hast, ist keine Entschuldigung.“ (S. 209) Derzeit solle er auf dem Weg zum eigenen Erfolg mehr auf Selma Lynge hören als auf sie.
Die Noten unter den Arm geklemmt, nach einem besinnlichen Zwischenstopp im Erlengebüsch, überquert Aksel von Stein zu Stein springend den Fluss und erreicht nach steilem Aufstieg am anderen Ufer das Haus von Torfinn und Selma Lynge. Diese bemerkt trotz dreier Patzer in fünf Chopin-Etüden technische Fortschritte in seinem Spiel. Nur genüge das heutzutage nicht mehr. Backhaus und Rubinstein hätten sich seinerzeit noch gelegentliche Patzer leisten können, weil es nur auf den musikalischen Ausdruck angekommen sei. Nun gehe es um die Form; und auch Aksel ist klar, dass drei Fehlgriffe nicht mehr hinnehmbar sind, und gelobt Besserung. Als er ihr mitteilt, dass er als Mieter bei Marianne Skoog eingezogen ist, gerät sie erneut nahezu außer sich, diesmal in ihren verbalen Reaktionen, rudert aber nach Aksels Gegenoffensive zurück und hält es schließlich für ganz gut, dass ihm für seine Übungen ein so erlesener Flügel zur Verfügung steht. Sie fände es aber wichtig, nun auch seine Vermieterin und häufige Gesprächspartnerin näher kennenzulernen.
Im nächtlichen Traum wird Aksel erneut von Schubert aufgesucht. Der verlangt, Aksel möge Schuberts noch nicht geschriebene Stücke einüben, was Aksel wegen fehlender Noten für unmöglich erklärt. Laut Schubert kann er die aber für etwas Ungeschriebenes doch logischerweise nicht haben. Wenn sich Aksel aber jenseits dieses Traumes wach an den Flügel setzte, werde er eigene Musik spielen können. – Rebecca kommt auf einen Spaziergang vorbei, um sich zu erkundigen, wie es ihm geht, speziell in seiner für sie problematischen Beziehung zu Marianne. „Wir stehen auf der Brücke über den Lysakerelven. Mir fällt ein, dass es auf jeder Seite des Flusses eine Frau gibt. Nur Rebecca steht mitten auf der Brücke, zusammen mit mir.“ (S. 240) Aksels Spontanbedürfnis nach intimer Annäherung weist sie zurück; man müsse Disziplin üben, auch wenn sie das Bedürfnis habe, ihn zu sehen.
Der Fluss, der Aksels beide Welten scheidet, die schöne, gefährliche und befreiende der Marianne Skoog einerseits und die fordernde, anstrengende und verpflichtende Welt der Selma Lynge andererseits, wird ihm zur Inspirationsquelle für eine erste eigene Komposition. „Ich spiele in G-Dur. Das ist eine einfache Tonart, fast vulgär. Aber für den Pianisten bietet sie eine Vielzahl an Möglichkeiten, weil es sich um eine besonders helle Tonart handelt.“ (S. 242) Dann beginnt eine kleine Melodie Formen anzunehmen, mit vielen Popanklängen darin und doch die seine, die er auch in Noten festhält und für die er den Titel „Der Fluss“ vorsieht. Wieder und wieder spielt er das Stück, jedes Mal anders und mit immer gewagteren Improvisationen. „Die Melodie weitet sich, streckt sich nach oben und plötzlich nach der Seite. Sie darf nicht zu hell werden, denke ich. Sie darf nicht überschwappen ins Unverpflichtende. Jeder Ton muß eine Konsequenz haben, muß etwas, das ich erfahren habe, in einer neuen Form widerspiegeln. Marianne Skoog, denke ich. Diese Töne handeln von Dir.“ (208–244)

### Fatale Eröffnungen
Mit einiger Beklommenheit betritt Aksel mit Marianne an seiner Seite am verabredeten Tag das Haus von Torfinn und Selma Lynge. Die Gastgeber wissen nichts von der intimen Beziehung beider; doch Marianne hat er vorgemacht, dass er Selma darüber informiert habe. Marianne lenkt das Gespräch auf ihre Mitschuld am Tod Anjas, deren Abmagerung durch weitgehende Einstellung des Essens sie übersehen habe, und deutet zudem einen eigenen Schuldanteil am Suizid ihres Mannes Bror an. Als Aksel Mariannes Hand nimmt, realisiert Selma Lynge beider Verhältnis, betont aber entgegenkommend, dass sie sich über Aksels Unterkommen als Mieter bei ihr freue und dass sie ihrerseits versuche, ihm als Pädagogin bei seinem großen Debütprojekt zu helfen. „Ich weiß, daß Aksel für etwas Großes bestimmt ist. Er hat eine Art von Feingefühl, die beinahe greifbar ist.“ (S. 250)
Gegensätze zeigen sich während des Abendessens in der Abtreibungsfrage, in der sich die bayrische Katholikin Selma gegen die sozialistische Ärztin positioniert. Deutlicher konfrontativ wird die Stimmungslage noch, als Marianne ihre Woodstock-Erlebnisse schildert, das friedliche Miteinander von Männern und Frauen, Achtung und Respekt für jeden, egal welcher Herkunft, das ganze Festival wie die Prophezeiung einer kommenden Gesellschaft in Freiheit und Würde. Ob von Emanzipation um jeden Preis die Rede sei, empört sich Selma Lynge, von Freiheit als absolutem Wert? Das sei für Katholiken abwegig. Aksel merkt, dass Marianne nun alles loswerden möchte, vor allem seinetwegen. Sie kenne die Gerüchte, sagt sie, dass Bror mit seiner Tochter Anja womöglich ein sexuelles Verhältnis gehabt habe, und müsse sich eingestehen, dass sie selbst darüber im Unklaren sei. Anjas Verwelken vor den Augen der Eltern sei gleichwohl nicht der Grund für seinen Suizid. Sie sei mit einer befreundeten Ärztin zum Woodstock-Festival gereist und habe mit ihr dort ein Verhältnis begonnen, das sie nach Brors Selbstmord nicht mehr habe fortsetzen können. Bror habe ein Telefongespräch belauscht, das Marianne mit ihrer Freundin führte, und gehört, dass Marianne entschlossen war, ihn nach siebzehnjähriger Ehe zu verlassen. Da sei er in den Keller gegangen und habe sich erschossen.
Nach diesem alle Anwesenden erschütternden Eingeständnis bekennt auch Selma Lynge eine Mitschuld an Anjas Sterben. Auch sie hätte als Mutter dreier Kinder Anjas Auszehrung längst bemerkt haben müssen. Die Frauen unterhalten sich nach dem Essen nun etwas entspannter auf dem Sofa, während Torfinn Lynge Kaffee, Kuchen und Cognac reicht. Selma meint, man solle noch zusammen Brahms hören, den Aksel doch so liebe. Als alle in die Musik vertieft sind, flüstert Marianne Aksel zu, sie müsse mal auf die Toilette verschwinden und geht. Aksel wacht erst während des dritten Satzes von Brahms B-Dur-Konzert wieder auf und bemerkt, dass Marianne nicht zurückgekehrt ist. Er findet die Toilette leer und begreift nun voller Panik, dass sie das Haus ohne ihn verlassen hat. Er nimmt im mondbeschienenen Nachtdunkel den direkten Weg über die glitschigen Steine des Flusses, rutscht aus, erreicht das andere Ufer, rast in den Keller des Skoog-Hauses und findet Marianne noch eben rechtzeitig auf einem Schemel stehend ohne Kleid, doch mit dem weißen Büstenhalter und einem Strick um den Hals. (S. 246–270)

### In klinischer Behandlung
Da Marianne sich einer Heilbehandlung in einer von Wald umgebenen Klinik außerhalb der Stadt unterzieht und Aksel zunächst keinen Kontakt zu ihr haben soll, reizt es ihn allein daheim, in das ihm verbotene Zimmer zu gehen, wo er zu seinem Erschrecken u. a. Unterlagen über eine schon länger bestehende, in Epikrisen mehrfach aufgetretene depressive Störung und Suizidgefährdung Mariannes vorfindet. Am Tag vor Mariannes 36. Geburtstag sucht ihre Mutter, die Psychiaterin Ida Marie Liljerot, Aksel im Skoog-Haus auf, um den jungen Partner ihrer Tochter perspektivisch einschätzen zu können. Sie gibt sich als Mitglied im Verein Sozialistischer Ärzte zwanglos-unkonventionell und gewinnt schnell Aksels Vertrauen. Sie erklärt ihm, dass sie Mariannes Handeln nicht überrascht habe, nicht der Suizidversuch und nicht das Eingehen einer intimen Beziehung. Es höre sich zwar verrückt an, aber Suizidgefährdung und Lebensgier seinen kein Widerspruch. Mit ihrer Arbeitsdisziplin sei es ihr gelungen, ihre dunklen Seiten vor allen zu verstecken, außer vor sich selbst. Das sei gefährlich und darum benötige sie derzeit professionelle Hilfe. Aksel erfährt, dass Marianne eine fünf Jahre jüngere Schwester Sigrun hat, ebenfalls Ärztin weit oben in der Finnmark. Er vermag Ida Marie schließlich davon zu überzeugen, dass er trotz des großen Altersunterschieds unter allen Umständen zu Marianne halten werde.
Tags darauf darf Aksel Marianne erstmals im Krankenhaus besuchen und bringt ihr einen exquisiten Geburtstagskuchen und Champagner mit. Vor Ort trifft er zunächst auf die behandelnde Ärztin, der Marianne zu verstehen gegeben hat, dass sie den so viel jüngeren Aksel sehr liebe, aber von seiner Bindung an sie befreien wolle. Wie am Vortag lehnt es Aksel ab, sich von Marianne zu trennen, obwohl diese Möglichkeit ihm angesichts ihrer hiesigen Rundumbetreuung nun noch einmal nahegelegt wird. Auch Marianne selbst, die ihm das Geständnis abverlangt, sich im verbotenen Zimmer über ihre Krankheitsgeschichte informiert zu haben, fordert ihn auf, von dieser „sechsunddreißigjährigen morschen Schaluppe“ wegzukommen, bevor es zu spät sei. Als Aksel darauf zornig reagiert, wirft sie sich ihm um den Hals und bekennt, er habe ein gewaltiges Stück ihrer Seele verschlungen. Nach einem Spaziergang durch den Neuschnee, dem Kuchenessen und Champagnertrinken in ihrem nüchtern eingerichteten Krankenzimmer versichert Aksel gegen ihren neckenden Protest, dass er sie nie verlassen würde, selbst wenn es zu keinem Beischlaf mehr käme. (S. 271–288)

### Weichenstellungen
Marianne hatte ihre Woodstock-Begleiterin und Geliebte nur mit dem Vornamen Iselin und als Arztkollegin erwähnt; Aksel, der sich nun auch von ihr ein Bild machen möchte, hat aber keine Schwierigkeiten, sie als die Hautärztin Dr. Iselin Hoffmann ausfindig zu machen und verabredet ein Treffen mit ihr. Bei der Begegnung erscheint ihm die 52-Jährige ausgesprochen unattraktiv, klein, dick und hässlich, mit Hautproblemen behaftet. Beide verständigen sich lachend darüber, dass Marianne mit 17 Jahren Altersunterschied offenbar weder in die eine noch in die andere Richtung Probleme hat. Aksel erfährt, dass Marianne nach Anjas erwartetem Wechsel in ein Auslandsstudium vorhatte, mit Iselin gemeinsam alles hinter sich zu lassen, um sich in Ceylon ein Haus am Strand zu kaufen.
Seinen 19. Geburtstag feiert Aksel mit der ihn besuchenden Rebecca, die den Anlass passend findet, um ihm ausgelassen einen Blow job anzubieten, den er aber für den Moment nicht goutiert – aus Liebe und Loyalität zu Marianne, wie Rebecca leicht erschrocken bewusst wird. Aksel leidet darunter, dass Marianne die Telefonate aus der Klinik mit ihm recht kurzhält; die zuständigen Ärzte meinen, er sei eher störend bei der Therapie ihrer Manischen Depression, weil er nicht Teil der Geschichte sei, der Marianne auf den Grund kommen müsse. Als Selma Lynge eine Übungsstunde im Skoog-Haus ansetzt, um Aksel am dortigen Flügel zu hören, erfährt sie auf Nachfrage auch von der Diagnose und bemerkt: „Diese Krankheit haben wir alle in uns, Aksel, vergiß das nicht. Sonst könnten wir keine Künstler sein.“ (S. 300)
Über Weihnachten hat Marianne Klinik-Urlaub zu Hause bei Aksel. Sie ist viel zu kraftlos und müde, um Aksels umfängliche Festvorbereitungen genießen zu können, tröstet ihn aber mit der Aussicht, dass sie durch dieses therapeutische Tal müsse, damit es dann wieder gut werde. – Kurz vor dem Jahresende findet Rebeccas Hochzeit mit Aksel in der Trauzeugenrolle statt. In fortgeschrittener Feierstunde hält er nach einer Reihe von Vorrednern und reichlich Weingenuss die auch von ihm erwartete Rede. Von Rebeccas begeisterten Blicken angefeuert, preist er ihre Freundschaft in den höchsten Tönen, zitiert sie mit der Äußerung, dass eigentlich sie beide füreinander bestimmt gewesen seien, und lässt mit delikaten Anspielungen die schöne gemeinsame Zeit im Sommerhaus der Familie Frost wieder aufleben. In dem Bräutigam Christian Langballe baut sich im weiteren Verlauf der Feier eine unbändige Wut über Aksels Rede auf. Nach dem Brautwalzer, durch den die Braut den stark alkoholisierten Gatten führt, überzieht dieser Aksel erst mit wüsten Beschimpfungen und schleudert dann eine Vase vom Geschenktisch nach ihm, die Aksel an der Schulter trifft. Danach will er sich auf ihn stürzen, und Aksel entkommt mit knapper Not, weil ihm jemand schnell die Tür öffnet und wieder schließt.
Zur Silvesterfeier fährt Aksel wieder in die Klinik. Marianne ist nun schon besser bei Kräften und wird wohl in einigen Wochen nach Hause entlassen werden. Zum Jahreswechsel versichern sie einander ihrer Liebe. Marianne betont, wie wichtig es für sie ist, Aksel seelisch viel stabiler zu erleben als vordem ihren Mann Bror. Was immer geschehe, Aksel werde seinen Weg gehen. In Reaktion darauf macht Aksel ihr spontan einen Heiratsantrag, den sie annimmt. Sie beschließen, in kleinstem Rahmen im April in Wien zu heiraten, wo Aksel sich für sein Debüt den letzten Schliff geben lassen soll. Seinem für die Vororganisation des Debüts zuständigen Impresario W. Gude, der mit Selma Lynge allerlei vorbereitende Auftritte für Aksel vorgesehen hatte, teilt er wie auch Selma mit, dass er diese mit Rücksicht auf Marianne nicht absolvieren, sondern das Debüt zum Termin unmittelbar angehen werde. Beide kommen nicht umhin zu akzeptieren, auch wenn die Starpianistin ihm erst sarkastisch vorhält, dass er es früher hätte sagen sollen, wenn er Krankenpfleger werden wolle. Von seinem aktuellen Übungsstand am Flügel ist sie allerdings erstmals sehr angetan. Seine Eigenkomposition „Elven“, die er nachschiebt, kommentiert sie lakonisch: „Wirklich reizend, aber ohne Substanz.“ Da würde Aksel das ganze Debütprojekt am liebsten hinschmeißen, sieht sich aber allerseits im Wort. (S. 290–333)

### Klavierstudien in Wien
Nach Mariannes Entlassung nach Hause beginnen beide mit der konkreten Hochzeitsplanung für den 23. April in Wien, und von Februar bis April kehrt Marianne stufenweise wieder in ihren Vollzeitjob zurück. Doch in der Beziehung zu ihr überwiegt bei Aksel nun die Sorge um ihre Gesundheit das sexuelle Verlangen. Sie wiederum zeigt sich besorgt darum, Aksels Übungsfortschritten im Weg zu sein, und stürzt sich in ein Promotionsprojekt. Auch wenn sie demnächst heirateten, sagt sie kurz vor der Abreise nach Wien, sei doch sein Debüt im Moment das Wichtigste. Betreffs des von Aksel vorbestellten Hotels hat Marianne, wie sie unterwegs erklärt, auf eigene Kosten eine teure Umbuchung ins Hotel Sacher vorgenommen. Von dort komme Aksel fußläufig zur Hochschule für Musik; und es sei traditionell ein Liebesnest und „Ort für alle möglichen promiskuitiven Allianzen“. Das treffe auf sie beide bestens zu bei 17 Jahren Altersunterschied mit ihr als frischer Witwe und Aksel als potentiellem, aber inaktivem Verführer der nach ihm verrückten gleichaltrigen Frauen. „Und beide tun wir das freiwillig, vielleicht sogar mit Freude.“ (S. 341) Der mithörende Taxifahrer gratuliert. So scheinbar unbeschwert hat Aksel seine künftige Frau sehr lange nicht erlebt.
Nachdem beide ihren Ankunftstag und die erste Nacht in der bereits sommerlich warmen Weltstadt Wien innig genossen haben, kommt um die Mittagszeit Aksels erster Termin bei Professor Seidlhofer an der Hochschule für Musik und darstellende Kunst. Nach durchliebter Nacht fühlt Aksel zugleich Schwindel und Stärke unterwegs. Der schon etwas ältere, berühmte Musikpädagoge reagiert heiter, indem er Wind und Fön assoziiert, als Aksel Vinding sich ihm vorstellt. Er erkundigt sich nach Selma Lynge, die ihm Aksel als großes Talent empfohlen hat, und nimmt kurz Bezug auf ihr frühzeitiges Ausscheiden aus dem Konzertleben: „Die Liebe ist eine gefährliche Angelegenheit. Sie kann zu akuter geistiger Verwirrung führen.“ (S. 349) Aksels Beethoven-Vortrag am Flügel unterbricht er nicht und befindet ihn hernach „erstaunlich gut“. Doch müsse er mehr Pausen machen. „Sie halten sich für genial und meinen, alle Ihre Einfälle hätten eine Daseinsberechtigung.“ Letztlich dürfe man weniger auf Pläne setzen, die vor allem in der Jugend die eigene Richtung bestimmten, sondern müsse sich an Erfahrungen orientieren. Und damit könne ihm Seidlhofer dienen. Er markiert mit Tinte in Aksels Noten Pausen, Fermate, Fingersätze und notiert Anmerkungen, die er als Warnungen verstanden wissen will. Aksel nimmt den ungekannten Übergriff als in der Autorität dieses Professors begründet hin und findet ihn letztlich gerechtfertigt: „Weil er mir damit klarmacht, daß ich zu früh eine Karte gezeichnet habe, bevor ich das Terrain kannte.“ (S. 333–351)

### Hochzeit mit Marianne Skoog Vinding
Beim Essen in der Wiener Innenstadt kommt es unversehens zu einem Treffen mit Aksels erster Liebespartnerin Margrethe Irene Floed, die ebenfalls von Professor Seidlhofer betreut wird, und deren spanischsprachigem Freund Carlos. Der soll laut Margrethe bei den Wiener Festwochen an der Meisterklasse von Alfred Brendel teilnehmen und entfernt verwandt sein mit Martha Argerich. Wien sei gleichsam geschaffen für das Klavier, das nahezu aus jedem Hinterhof erklinge. Überlebe man hier das Klavierstudium, meint Margrethe, sei man tatsächlich Pianist. Für ihr Debüt wolle sie sich aber noch ein paar Jahre Zeit lassen. Einer neuen Verabredung mit den beiden in Wien erteilt Aksel hastig eine Absage. Zu seinem Debüt in Oslo werde sie nicht kommen können, teilt ihm Margrethe Irene noch mit. Mariannes besorgte Frage, ob sie denke, dass Aksel dabei bestehen werde, bejaht seine frühere Gefährtin umgehend: Aksel sei der Größte. Marianne äußert im Nachgang ihr Unverständnis darüber, dass Aksel dieser schönen jungen Frau seinerzeit den Laufpass gegeben hat.
Die Trauung am Hochzeitstag ist für 13 Uhr angesetzt. Marianne hat, passend zu Aksels Anzug, ein schwarzes Hochzeitskleid beschafft: „Ich dachte, wir sollten beide Schwarz tragen.“ (S. 356) Die Trauung findet in der norwegischen Botschaft statt, mit zwei Botschaftssekretären als Trauzeugen, die darin eine gewisse Routine haben, weil manche romantischen Landsleute sich beim Neujahrskonzert verlobt haben und dann im Wiener Ambiente einen schönen Rahmen für ihre Hochzeit suchen. Aksel ist während der Zeremonie tief bewegt von Mariannes nun bezeugtem Entschluss, ihn zu heiraten, und fragt sich zugleich, wie wohl Anja darüber denken würde. Nach der Hochzeitsnacht bekommt er von Marianne die Morgengabe: Karten für das Abendkonzert im Wiener Musikverein mit Claudio Abbado und den Wiener Philharmonikern, die Mahlers 3. Sinfonie aufführen werden.
Wie es der Zufall will, handelt es sich um Aksels meistgeschätzte Sinfonie, die ihn aber auch am meisten beunruhigt: „Weil sie so viel Unheimliches und Brutales enthält, jedenfalls am Anfang. Zugleich reicht sie höher in den Himmel als alle anderen Sinfonien, die ich kenne, als wollte Mahler Beethoven übertreffen, das Leben selbst, und das Geheimnis des Daseins in einer einzigen Tonmalerei erfassen.“ (S. 359) In allen Einzelheiten entwickelt Aksel der anfangs faszinierten Marianne das der Partitur zu entnehmende dramatische Geschehen. Als Aksel Nietzsche aus Also sprach Zarathustra zitiert: „Weh spricht: Vergeh! Doch alle Lust will Ewigkeit. Will tiefe, tiefe Ewigkeit!“, bittet Marianne ihn einzuhalten, was Aksel mit dem Hinweis, danach wende sich bei Mahler alles zum Guten, nicht gelten lässt. Als er die beiden letzten Sinfoniesätze „Was die Engel erzählen“ und „Was die Liebe erzählt“ ausführt, rennt Marianne wütend ins Bad, wo Aksel sie bald danach zitternd auffindet und von dort ins Bett trägt. Sie bittet ihn, allein ins Konzert zu gehen, was er widerstrebend tut; doch schon während des ersten Satzes hält er es auf seinem Platz nicht mehr aus und kehrt zum Hotel zurück. Marianne öffnet ihm blass, aber ruhig die Tür und nimmt den unter Tränen nun seinerseits Zitternden in den Arm. (S. 351–363)

### Aksels Konzertdebüt und Mariannes Ende
Schon eine Woche wieder daheim in Oslo, sieht Aksel, dass er klaviertechnisch einiges nachzuarbeiten hat. An einem der Übungstage unterbricht ihn Marianne beim Spielen und fragt ihn, ob er bemerkt habe, dass sie ihre Medikamente nicht mehr nehme, was er bejaht. Da teilt sie ihm mit, dass sie schwanger ist. Seiner nun bald startenden Karriere werde das Kind nicht im Wege stehen, denn sie habe vor, sich nach der Geburt ein Jahr beruflich freizunehmen. Selma Lynge, bei der er sich nun vermehrt zu Übungsstunden einfindet, erfährt weder von der Hochzeit noch von Mariannes anderen Umständen. Diese bringt eines Abends die neue Platte „Blue“ von Joni Mitchell mit. Beide lauschen den Liedern gebannt, bis zum Song „River“. Als Marianne die Liedzeile „Oh I wish I had a river, I could skate away on“ hört, stellt sie den Plattenspieler aus. Mit dem gemeinsamen Musikhören ist es von da an vorbei. Selma Lynge aber wird immer nervöser, je näher Aksels Debüttermin rückt. Sie erinnert ihn daran, wie Anja bei ihrem Debüt plötzlich völlig den Faden verlor und nicht wieder in die Partitur zurückfand. „Jetzt, in den letzten Tagen, mußt du mindestens zwei Stunden pro Tag dafür verwenden, aus den Stücken heraus und wieder hineinzuspringen.“ (S. 368)
Am Tag vor Aksels großem Auftritt in der Aula der Universität Oslo macht er die gelingende Generalprobe bei Selma Lynge; anschließend wird ihr Wohnzimmer zum Ort von einer Art Pressekonferenz. Die geladenen Journalisten wissen, dass Aksels Debüt mit Selma Lynges 50. Geburtstag zusammenfällt, und von den Berühmtheiten, die aus ganz Europa dazu erwartet werden. Ein Doppelporträt der Lehrerin und ihres Schülers steht also an. Marianne ist an diesem Vorabend fürsorglich um ihn bemüht; und als sie nachts beieinander liegen, spricht sie ihm Mut zu. Sein Auftritt sei zeitlich begrenzt. Übermorgen werde alles anders sein, dann beginne ein neues Leben für ihn, und das gönne sie ihm wirklich. Als sie tags darauf bei 17 Uhr von der Arbeit nach Hause kommt, sieht sie ihn erstmals im geliehenen Frack und neckt ihn, ob das tatsächlich nötig sei. „Das ist nicht Woodstock“, erwidert Aksel, „das ist bitterer Ernst.“ W. Gude meldet telefonisch einen ausverkauften Saal, für Aksel aktuell nicht gerade nervositätsmindernd. Als Marianne und Aksel sich trennen, bevor er im Vorfeld der Veranstaltung den Flügel einspielt und den Klavierstimmer letzte Hand anlegen lässt, verabschiedet sie ihn mit einem Kuss auf die Stirn. Nun werde er spielen, dass allen das Hören und Sehen vergehe.
Vor dem Auftritt suchen ihn Selma Lynge und W. Gude noch im Warteraum des Künstlerfoyers auf, um ihm gut zuzusprechen. Am Ende des 20-Minuten-Countdowns muss Aksel noch dringlich die Toilette aufsuchen, sodass er W. Gude, der ihn zum Auftritt rufen will, bei offener Klotür noch kurz vertröstet. Als die Tür zum Bühnenraum geöffnet wird, erlischt das Saallicht. „Dann verstummen die Gespräche. Dann gehe ich hinaus auf das Podium mit dem gelb lackierten Boden von Munchs Sonne.“ (S. 377) Als er sich nach dem Auftrittsapplaus an den Flügel setzt, um mit den zwei Präludien für Klavier von Fartein Valen zu beginnen, spürt er eine gewisse Kraftlosigkeit und Schweiß an den Fingern, kommt aber durch und nimmt für diese wenig populären, atonalen Kompositionen höflichen Applaus entgegen. Mit Prokofjews 7. Sonate bekommt sein Vortrag Gewicht und Tiefe, er selbst das Zutrauen zu einem großen Erfolg, was nicht endender Applaus und Bravorufe bestätigen, die nach seiner Interpretation von Chopins f-Moll-Phantasie noch zunehmen. Marianne klatscht mit hoch erhobenen Händen. Bereits in der Pause bekommt Aksel von Selma Lynge und W. Gude begeisterte Rückmeldungen.
Aksels famose Darbietungen von Beethovens opus 110 und Bachs Präludium und Fuge in cis-Moll nach der Pause enden in einer Woge des Applauses und lautstarker Anerkennung. Nach der Zugabe von William Byrds „Erste Pavan“ und „Galliard“ wird mehr verlangt. Da spielt Aksel die Eigenkomposition „Elven“, die reserviert aufgenommen wird. Noch während etwas verunsicherter Applaus einsetzt, erhebt sich Marianne von ihrem Sitz, winkt Aksel zu und verlässt den Saal, bevor Aksel eine letzte Zugabe spielt. Doch seine Erwartung, sie werde ihn sogleich im Künstlerfoyer aufsuchen, bestätigt sich nicht. Im Langzeit-Rückblick bei der Niederschrift des Geschehenen erscheint es Aksel, als habe Marianne bei ihrem winkenden Abschied Erleichterung gespürt und eine Freude, dass nun Schluss war. Vielleicht habe sie sich, erneut auf dem Schemel im Keller stehend, mit dem Strick um den Hals, in ihren letzten Momenten an das ihr von Aksel vorgetragene Nietzsche-Zitat erinnert – vom Weh, das vergehen, und von der Lust, die ewig bleiben möge. (S. 364–383)

## Rezeption
Sanne Lindgren empfahl den Roman am 20. Oktober 2008 auf der dänischen Bücherbesprechungsplattform Litteratursiden als schöne Erzählung über die Leidenschaft für Musik und Frauen. Hier werde in einer sowohl sinnlichen wie schwebenden Sprache von der Sorge um das Verpassen großer Träume für das Leben und zugleich von ihrer Aneignung gehandelt, aber auch von den Forderungen des sozialen Umfelds, das seine Erwartungen erfüllt sehen will. Der Roman wirke auf sie wie eine Sinfonie mit mehreren Sätzen, geschrieben für je unterschiedliche Tempi. Während ihres Leseerlebnisses habe Lindgren mehr und mehr Lust bekommen, sich selbst die im Roman angesprochene Musik anzuhören. Sanft, stimmungsvoll und einfühlsam werde dem Leser Aksels Außen- und Innenleben vermittelt, ebenso die Musikstücke, die sich auch ohne sonderliche Kenntnis der klassischen Musik aus der der Sicht des jungen Pianisten Vinding erschlössen.
Kristina Maidt-Zinke sah sich in ihrer Rezension vom 23. Juni 2009 für die Süddeutsche Zeitung von dem Roman um die Lebensdramen und inneren Nöte Aksel Vindings arg strapaziert. Begleitet würden die diversen Krisenzustände von pausenlosen Reflexionen Aksels; seine emotionalen Zustände spiegelten sich jeweils in der passenden Musik von Schubert bis Mahler. Ibsen und Bergmann seien geradezu harmlos dagegen.
Anja Hirsch in ihrer Besprechung von Der Fluss am 6. August 2009 in der FAZ wusste diesen Fortsetzungsband zu schätzen, auch wenn er nicht ganz an das Erstwerk heranreiche. Aksel habe es nach dem Tod seiner Mutter in Band 1 hier mit diversen starken, zwiespältigen Frauen als „Ersatzmüttern“ zu tun, meinte Hirsch und unterstellte eine Tendenz zur „Küchenpsychologie“. Zu sehr setze der Autor diesmal außerdem auf die Verschmelzung von Kunst und Lebensgefühl. Andererseits erschien es ihr durchaus verführerisch, wie Bjørnstad die Verbindung von Trauer und Lust auf dem Weg zum Erwachsenwerden erzähle.

## Ausgaben
- Elven. Aschehoug, Oslo 2007.
- Der Fluss. Insel-Verlag, Berlin 2009, ISBN 978-3-458-17425-7. (Seitenangaben und Zitate im vorliegenden Artikel gemäß dieser Ausgabe)